# Carter G. Woodson

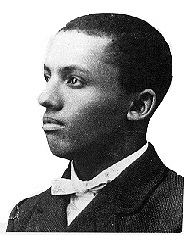
Carter G. Woodson um 1895

Carter Godwin Woodson (* 19. Dezember 1875 in New Canton, Virginia; † 3. April 1950 in Washington, D.C.) war ein US-amerikanischer Historiker. Er gründete am 9. September 1915 die Association for the Study of African American Life and History und ein Jahr darauf das Journal of Negro History und erhob damit als einer der ersten Gelehrten das Studium der Afroamerikanischen Geschichte zu einer Fachdisziplin der Geschichtswissenschaft. Daher ist er auch als „Vater der Schwarzen Geschichte“ bekannt. Mit der „Negro History Week“ rief er 1926 den Black History Month, der bis in unsere Zeit jeden Februar gefeiert wird, ins Leben.

## Leben

### Jugend
Woodson wurde am 19. Dezember 1875 in Buckingham County, Virginia, geboren. Seine Eltern waren die ehemaligen Sklaven James und Eliza Riddle Woodson. Sein Vater half Soldaten der Nordstaaten während des Sezessionskrieges und zog mit seiner Familie nach West Virginia, als er hörte, dass in Huntington eine High School für Schwarze gebaut würde.
Carter Woodsons Familie war groß und arm, weshalb er nicht regelmäßig die Schule besuchen konnte. Durch Selbststudium meisterte er die Grundlagen der damaligen Schulstandards im Alter von 17 Jahren. Er strebte nach weiterer Bildung und ging nach Fayette County, um dort seinen Lebensunterhalt als Minenarbeiter in den Kohlefeldern zu verdienen und konnte nur wenige Monate im Jahr für seine Schulbildung aufwenden.
1895, im Alter von 20 Jahren, trat Woodson in die Douglass High School ein, wo er in nicht einmal zwei Jahren sein Diplom erlangte. Von 1897 bis 1900 unterrichtete Woodson in Winona in Fayette County. 1900 wurde er zum Principal der Douglass High School gewählt. Nebenbei erwarb er bis 1903 den Bachelor of Literature vom Berea College in Kentucky durch Teilzeit-Studium zwischen 1901 und 1903.

### Karriere in der Wissenschaft
1903 bis 1907 war Woodson School Supervisor auf den Philippinen. Später ging er an die University of Chicago, wo er 1908 einen Bachelor of Arts (AB) und einen Master of Arts (AM) erwarb. Er war Mitglied der ersten schwarzen Fraternity Sigma Pi Phi (ΣΠΦ) und von Omega Psi Phi (ΩΨΦ) an der Howard University.
1912 erwarb er seinen PhD in Geschichte an der Harvard University als der zweite African American nach W. E. B. Du Bois. Seine Dissertation, The Disruption of Virginia (Der Zerfall Virginias), basierte auf Recherchen, die er in der Library of Congress durchgeführt hatte, während er in Washington, D.C. an einer High School unterrichtete. Auch nach seiner Graduierung unterrichtete er weiter in Public Schools, erst später wurde er als Professor der Howard University berufen und wurde dort auch Dean (Dekan) des College of Arts and Sciences.
Aus der Überzeugung heraus, dass die Rolle der Afrikano-Amerikanischen Geschichte und die Geschichte anderer Kulturen in der Wissenschaft fehlinterpretiert wurde, erkannte Woodson die Notwendigkeit, die vernachlässigte Vergangenheit der African Americans zu erforschen. Zusammen mit Alexander L. Jackson gab Woodson 1915 das Werk The Education of the Negro Prior to 1861 (Die Bildung der Negros vor 1861) heraus. Im selben Jahr gründete er zusammen mit William D. Hartgrove, George Cleveland Hall, Alexander L. Jackson und James E. Stamps die Association for the Study of Negro Life and History (9. September 1915) in Chicago.
Während seiner Besuche in Chicago wohnte Woodson im Wabash Avenue YMCA. Seine Erfahrungen in dem YMCA-Wohnheim und in dem umgebenden Bronzeville-Neighborhood bewog ihn dazu, 1915 die Association for the Study of Negro Life and History ins Leben zu rufen. Die Association for the Study of Negro Life and History (heute: Association for the Study of African American Life and History) veranstaltete Konferenzen, veröffentlichte das The Journal of Negro History und zielte besonders ab auf diejenigen, die in der „Verantwortung für die Bildung der schwarzen Kinder“ standen. Eine weitere Inspiration kam durch das Buch von John Wesley Cromwell von 1914: The Negro in American History: Men and Women Eminent in the Evolution of the American of African Descent.
Woodson war überzeugt, dass Bildung und stärkere soziale und berufliche Kontakte zwischen Schwarzen und Weißen Rassismus verringern würden, und er warb für organisiertes Studium Afrikano-Amerikanischer Geschichte. Später organisierte er die erste Negro History Week in Washington, D.C. (1926), ein Vorläuferereignis des Black History Month. Die Bronzeville-Neighborhood verfiel während der 1960er und 1970er wie viele andere Kernstadt-Neighborhoods in Amerika und sogar der Wabash Avenue YMCA musste in den 1970er schließen. Er wurde jedoch 1992 von der The Renaissance Collaborative neu gegründet.
Woodson diente 1920 bis 1922 als Academic Dean des West Virginia Collegiate Institute, dem Vorläufer der West Virginia State University.
Er schrieb:

„Wenn man das Denken eines Mannes kontrollieren kann, dann muss man sich keine Sorgen über seine Taten machen. Wenn man festlegen kann, was ein Mann denkt, dann braucht man sich nicht sorgen, was er tun wird. Wenn man einen Mann dazu bringen kann zu denken, er sei minderwertig, dann muss man ihn nicht dazu zwingen, dass er einen unterlegenen Status annimmt, sondern er wird das tun, ohne dass man ihm das sagt und wenn man einen Mann davon überzeugen kann, dass er mit Recht ein Verbrecher ist, dann wird man ihn nicht auffordern müssen, die Hintertür zu nehmen, sondern er wird die Hintertür aus freien Stücken nehmen und wenn es keine Hintertür gibt, dann wird die Natur dieses Mannes danach verlangen, dass man eine baut.“

## Engagement
Die oben erwähnte Gründung der Association for the Study of African American Life and History anno 1915 ist lediglich eine Aktivität des „Vaters der Schwarzen Geschichte“. Wie aus Carter G. Woodsons Titeln unten im Verzeichnis seiner Schriften hervorgeht, hat er sich vielseitig für die Afroamerikaner engagiert.

### National Association for the Advancement of Colored People
Woodson engagierte sich auch bei der National Association for the Advancement of Colored People (NAACP). Er trat der Ortsgruppe in Washington D.C. bei und war vor allem in Kontakt mit deren Vorsitzenden Archibald Grimké. Am 28. Januar 1915 schrieb Woodson einen Brief an Grimké, in dem er seine Unzufriedenheit mit den Aktivitäten der Gruppe ausdrückte und machte zwei Vorschläge:
1. Dass der Ortsverein ein Büro einrichten solle für ein Zentrum, an das sich alle Personen wenden können und dass alle Belange der schwarzen Rasse betreut und von dem die Association ihre Arbeit in alle Stadtteile ausdehnen solle; und
2. Dass ein Werber ernannt werden solle um Mitglieder zu werben und Abonnenten für The Crisis, das Magazin der NAACP, welches von Du Bois herausgegeben wurde.[16]

Du Bois ergänzte den Vorschlag darum, „Patronage von Geschäften abzuziehen, die die Rassen nicht gleich behandelten“ (divert patronage from business establishments which do not treat races alike), also Firmen zu boykottieren. Woodson bot an, dass er bereit sei, als einer der 25 nötigen Werber tätig zu werden und dass er die Miete für einen Monat bezahlen würde. Grimké hatte jedoch kein Interesse.
Auf Grimkés Kommentare zu seinem Vorschlag schrieb Woodson am 18. März 1915:

„Ich fürchte mich nicht davor, von weißen Geschäftsleuten vor Gericht gezogen zu werden. Im Gegenteil, ich wäre froh um solch einen Prozess. Es würde den sehr Prozess fördern. Lasst uns Furcht verbannen. Wir haben in diesem geistigen Zustand drei Jahrhunderte lang gelebt. Ich bin ein Radikaler. Ich bin bereit zu handeln, sofern ich mutige Männer finde, die mir helfen.“

Seine Meinungsverschiedenheiten mit Grimké, der einen konservativeren Kurs steuerte, führten dazu, dass Woodson seine Mitgliedschaft in der NAACP beendete.

### Black History Month
Woodson widmete den Rest seines Lebens historischen Forschungen. Er kämpfte darum, die Geschichte der African Americans zu erhalten und sammelte tausende Artefakte und Publikationen. Er schrieb, dass Werke von African-Americans „übersehen, ignoriert, und sogar unterdrückt wurden von den Schriftstellern der Geschichtsbücher und der Lehrer, die sie benutzen“ (were overlooked, ignored, and even suppressed by the writers of history textbooks and the teachers who use them.) Rassenvorurteile schloss er sind „hauptsächlich das logische Resultat der Tradition, das unvermeidliche Ergebnis von tiefgreifender Instruktion mit dem Effekt, dass der Negro noch nie etwas zum Fortschritt der Menschheit beigetragen hat“ (is merely the logical result of tradition, the inevitable outcome of thorough instruction to the effect that the Negro has never contributed anything to the progress of mankind).
1926 rief Woodson die Feier der „Negro History Week“ ins Leben. Die Feierlichkeiten wurden in die zweite Woche im Februar gelegt, damit sie mit den Geburtstagen von Abraham Lincoln und Frederick Douglass zusammenfiel. Erst am 1. Februar 1970 jedoch riefen die Black United Students und Black Educators an der Kent State University den Black History Month ins Leben. Sechs Jahre später wurde der Black History Month im ganzen land in Bildungsinstitutionen gefeiert. Da er von Black Culture- und Community Centers ausging, ehrte Präsident Gerald Ford den Black History Month während den Feierlichkeiten des United States Bicentennial. Er drängte, dass die Menschen „die Chance nutzen sollten, die viel zu oft vernachlässigten Beiträge der schwarzen Amerikaner in allen Gebieten in der Geschichte zu ehren“ (seize the opportunity to honor the too-often neglected accomplishments of black Americans in every area of endeavor throughout our history).

### Kollegen
Woodson teilte seine Überzeugungen mit Marcus Garvey, einem jamaikanischen Aktivisten, der in New York wirkte. Woodson wurde ein regelmäßiger Kolumnist für Garveys Wochenzeitschrift Negro World.
Woodsons politischer Aktivismus rückte ihn in das Zentrum eines Kreises von schwarzen Intellektuellen und Aktivisten der 1920er bis in die 1940er. Er korrespondierte mit W. E. B. Du Bois, John Edward Bruce, Arturo Alfonso Schomburg, Hubert Harrison und Timothy Thomas Fortune. Selbst in Zeiten mit großem Arbeitsaufkommen, wie während der Arbeit bei der Association, nahm sich Woodson Zeit akademische Werke wie The History of the Negro Church (1922), The Mis-Education of the Negro (1933) und andere zu verfassen.
Woodson scheute sich auch nicht vor Kontroversen und nutzte die Seiten der Black World um zu Debatten beizutragen. Eine Ausgabe bezog sich auf die West-Indian/African-American-Beziehungen. Er fasste zusammen: „the West Indian Negro is free“ (der Westindische Negro ist frei). Er beobachtete, dass die westindischen Gesellschaften viel erfolgreicher gewesen waren, die nötige Zeit und nötigen Ressourcen aufzubringen um die Menschen zu erziehen und zu emanzipieren. Darüber hinaus hatten sie Materialien zu Black History und Culture in ihre Schul-Curricula aufgenommen.
Woodson wurde von einigen seiner Zeitgenossen verurteilt, weil er eine Kategorie von Geschichte definierte durch ihren Bezug zu Ethnie und Rasse. Die zeitgenössischen Pädagogen hielten es für falsch African-American History als separate Geschichte der generellen amerikanischen Geschichte gegenüberzustellen. Nach dieser Ansicht waren „Negroes“ einfache Amerikaner, zwar mit dunklerer Haut, aber mit keiner eigenen Geschichte. Dementsprechend waren Woodsons Bemühungen Black Culture and History in die Curricula von Bildungsinstitutionen einzuführen oft erfolglos, sogar an historischen Black Colleges. Heute sind African-American Studies spezialisierte Felder der Forschung in Geschichte, Musik, Kultur, Literatur und anderen Fächern; zusätzlich wird mehr Wert auf African-American-Beiträge zur generellen Amerikanischen Kultur gelegt. Die Regierung der Vereinigten Staaten zelebriert den Black History Month.

## Vermächtnis
Carter G. Woodson starb plötzlich an einem Herzinfarkt im Büro seines Heims in der Shaw-Neighborhood von Washington, D.C. am 3. April 1950, im Alter von 74 Jahren. Er ist auf dem Lincoln Memorial Cemetery in Suitland, Maryland bestattet.
Die Einführung des Black History Month ist Woodsons augenfälligstes Vermächtnis. Seine Hingabe an die Erforschung der Bedeutung der Negros in der Amerikanischen und der Weltgeschichte hat jedoch zahllose andere Gelehrte inspiriert. Die Association und die Zeitschrift, die er 1915 ins Leben gerufen hat, bestehen weiter und haben inzwischen ihren festen Platz in der intellektuellen Welt.
Woodson hat daneben noch andere weitreichende Aktivitäten vollbracht. So gründete er 1920 die Associated Publishers, den ältesten African-American Verlag in den Vereinigten Staaten. Er schuf auch das Negro History Bulletin für Lehrer in Grundschulen und High Schools (seit 1937). Sein Standardwerk The Negro in Our History erlebte 1966 seine 11. Auflage und wurde mehr als 90.000 mal verkauft. Woodsons liebstes Projekt, eine sechsbändige Encyclopedia Africana, war bei seinem Tod leider unvollendet. Dabei war ihm offenbar kein Eisen zu heiß. Dazu zwei Beispiele. So publizierte der Historiker erstens eine Arbeit über afroamerikanische Sklavenhalter im Jahre 1830 in den Vereinigten Staaten.
Und zweitens beendete er seine Zusammenarbeit mit Archibald Grimké (1849–1930) von der NAACP, nachdem Grimké die Vorschläge Woodsons betreffs Umgang mit Weißen aus der US-Unternehmerschaft als zu radikal verworfen hatte.
Carter Woodsons Geschichtsauffassung stieß auf den Widerstand selbst mancher afroamerikanischer Historiker-Kollegen. Die landläufige Meinung in den Vereinigten Staaten in der ersten Hälfte des 20. Jahrhunderts war: Den Afroamerikanern müsse keine eigene Geschichte, wie sie Carter Woodson erforschte, zugestanden werden, weil diese Amerikaner seien und weiter nichts.

## Schriften (Auswahl)
- A century of negro migration. Association for the Study of Negro Life and History, Washington, D.C. 1918, OCLC 79947665 (englisch, archive.org).
- The Education of the Negro prior to 1861. Associated Publishers, Washington, D.C. 1919, OCLC 593592787 (englisch, handle.net).
- The history of the Negro church. Associated Publishers, Washington, D.C. 1921, OCLC 506124215 (englisch, handle.net).
- The negro in our history. Associated Publishers, Washington, D.C. 1922, OCLC 506124204 (englisch, archive.org).
- Free Negro owners of slaves in the United States in 1830, together with Absentee ownership of slaves in the United States in 1830. Association for the Study of Negro Life and History, Washington, D.C. 1924, OCLC 802300957 (englisch, archive.org).
- Free Negro heads of families in the United States in 1830. Together with a brief treatment of the free Negro. Association for the Study of Negro Life and History, Washington, D.C. 1925, OCLC 176986298 (englisch).
- Preview of Negro orators and their orations. Associated Publishers, Washington, D.C. 1925, OCLC 703518974 (englisch).
- The mind of the Negro as reflected in letters written during the crisis, 1800–1860. Association for the Study of Negro Life and History, Washington, D.C. 1926, OCLC 558188512 (englisch, handle.net).
- Negro makers of history. Associated Publishers, Washington, D.C. 1928, OCLC 558190211 (englisch, handle.net).
- African myths and folk tales. Dover Publications, Mineola (New York) 1928, OCLC 853448285 (englisch).
- The Rural Negro. Association for the Study of Negro Life and History, Washington, D.C. 1930, OCLC 613261827 (englisch, handle.net).
- The Mis-Education of the Negro. Dancing Unicorn Books, Lanham (West Virginia) 2017, OCLC 987740119 (englisch, historyisaweapon.com – Originaltitel: The Mis-Education of the Negro. 1933.).
- The Negro professional man and the community, with special emphasis on the physician and the lawyer. Association for the Study of Negro Life and History, Washington, D.C. 1934, OCLC 612967753 (englisch, handle.net).
- The African background outlined. Or, Handbook for the study of the Negro. Association for the Study of Negro Life and History, Washington, D.C. 2006, OCLC 219632552 (englisch, uchicago.edu [DjVu] Originaltitel: The African background outlined. Or, Handbook for the study of the Negro. 1936.).
- African heroes and heroines. Associated Publishers, Washington, D.C. 1939, OCLC 643987347 (englisch, handle.net).

## Ehrungen
- 1926 erhielt Woodson die Spingarn Medal der National Association for the Advancement of Colored People.
- Der Carter G. Woodson Book Award wurde 1974 ausgelobt.[25]
- Der United States Postal Service brachte 1984 eine 20-cent-Briefmarke mit seinem Bild heraus.
- 1992 veranstaltete die Library of Congress eine Ausstellung mit dem Titel: Moving Back Barriers: The Legacy of Carter G. Woodson. Woodson hatte seine Sammlung von 5.000 Gegenständen aus dem 18., 19. und 20. Jahrhundert der Bibliothek vermacht.
- 2002 nahm Molefi Kete Asante Woodson in seine Liste der 100 Greatest African Americans auf.[26]

### Nach Woodson benannte Orte
Kalifornien:

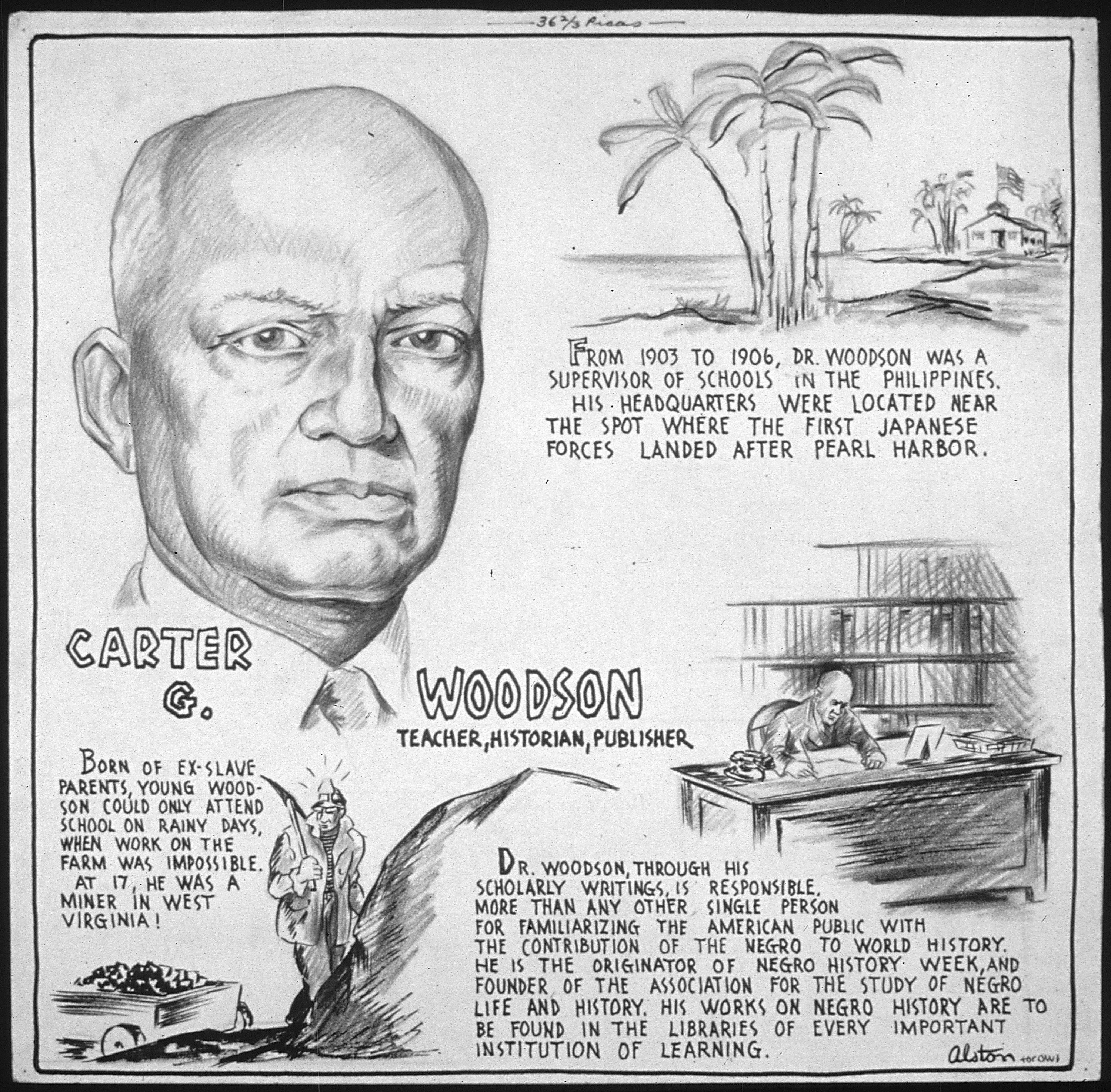
Carter Woodson biographical cartoon, Charles Alston 1943.

- Carter G. Woodson Elementary School in Los Angeles.
- Carter G. Woodson Public Charter School in Fresno.

Florida:
- Carter G. Woodson Park, in Oakland Park.
- Carter G. Woodson Elementary School, ehemals Oakland Park. Die schule wurde geschlossen als 1965 in den Broward County Public Schools das Apartheidssystem aufgegeben wurde.
- Dr. Carter G. Woodson African American Museum in St. Petersburg.
- Carter G. Woodson Elementary School in Jacksonville.

Georgia:
- Carter G. Woodson Elementary in Atlanta.

Illinois:
- Carter G. Woodson Regional Library in Chicago.
- Carter G. Woodson Middle School in Chicago.
- Carter G. Woodson Library of Malcolm X College in Chicago

Indiana:
- Carter G. Woodson Library in Gary.

Kentucky:
- Carter G. Woodson Academy in Lexington.
- Carter G. Woodson Center for Interracial Education, Berea College, in Berea.[27]

Louisiana:
- Carter G. Woodson Middle School in New Orleans.
- Carter G. Woodson Liberal Arts Building der Grambling State University (1915, Grambling).

Maryland:
- Carter G. Woodson Elementary in Crisfield.
- Dr. Carter G. Woodson Elementary in Baltimore.[28]

Minnesota:
- Woodson Institute for Student Excellence in Minneapolis.

New York:
- PS 23 Carter G. Woodson School in Brooklyn.

North Carolina:
- Carter G. Woodson Charter School in Winston-Salem.

Texas:
- Woodson K-8 School in Houston.
- Carter G. Woodson Park in Odessa

Virginia:
- The Carter G. Woodson Institute for African-American and African Studies at the University of Virginia, Charlottesville.[29]
- Carter G. Woodson Middle School in Hopewell.
- C.G. Woodson Road in his home town of New Canton.
- Carter G. Woodson Education Complex in Buckingham County, built in 2012.

Washington, D.C.:
- Carter G. Woodson Junior High School ist mittlerweile die Friendship Collegiate Academy Public Charter School.
- Carter G. Woodson Memorial Park (9th Street, Q Street & Rhode Island Avenue, NW). Im Park befindet sich eine Bronze-Skulptur von Raymond Kaskey.
- Carter G. Woodson Home (538 9th St., NW, Washington, D.C.)

West Virginia:
- Carter G. Woodson Jr. High School (ehemals McKinley Jr. High School bis 1954) in St. Albans (1932).
- Carter G. Woodson Avenue (9th Avenue) in Huntington.